# Гомонов, Сергей Анатольевич
Сергей Анатольевич Гомонов (29 июня 1961 — 19 сентября 2010) — советский и белорусский футболист и тренер. По игровому амплуа — защитник.

## Биография
В 1979 минчанин Гомонов пришёл в «Динамо» (Брест). В команде провел 3 сезона, после чего вернулся в Минск.
Был в составе «Динамо» (Минск), которое стало чемпионом СССР 1982 года. Однако на поле ни разу не появлялся. В 1983 перешёл в «Днепр» (Могилёв), выступавший в 1-й лиге (с 1984 — во 2-й лиге).
В 1987 вернулся в «Динамо» и на этот раз уже игроком основы. Болельщикам запомнился дальними вбрасываниями мяча из аута.
В сезоне 1987/88 дебютировал в еврокубках, всего в евротурнирах провел 9 игр.
После распада СССР играл в первенстве Белоруссии за «Металлург» (Молодечно).
В середине сезона 1992/93 перешёл в клуб высшей лиги чемпионата Украины «Темп» (Шепетовка). В клубе отыграл 2 года, после чего вернулся в Белоруссию.
В конце карьеры выступал за мозырский МПКЦ.
После окончания игровой карьеры Гомонов работал тренером минской «Звезды-БГУ». В 2005 был и. о. главного тренера клуба, при нём клуб провел 12 игр, 2 из которых свел вничью, а остальные проиграл.
С 2010 и до своей кончины возглавлял клуб первой лиги «Ведрич-97».